# Ceresium immite
Ceresium immite är en skalbaggsart som först beskrevs av Newman 1842.  Ceresium immite ingår i släktet Ceresium och familjen långhorningar.
Artens utbredningsområde är Filippinerna. Inga underarter finns listade i Catalogue of Life.